# Rachel Freier
Rachel "Ruchie" Freier (Nacida el 2 de abril de 1965) es una jueza penal estadounidense de la ciudad de Nueva York.
En 2016, hizo campaña y fue elegida como jueza del Tribunal Civil del  5.º distrito judicial del  Condado de Kings en el Estado de Nueva York, convirtiéndose en la primera mujer jasídica en ser electa jueza de un tribunal civil en el Estado de Nueva York, y la primera mujer jasídica en ser electa a un cargo público en la historia de Estados Unidos. A pesar de que su campaña era para obtener un cargo en un tribunal civil, luego de su elección fue asignada al tribunal penal en el 5.º distrito judicial del mismo condado. Ella anteriormente había trabajado como abogada de bienes raíces y activista comunitaria, y había servido como abogada voluntaria en el Tribunal de Familia de Nueva York.

## Primeros años
Freier nació en Borough Park, Brooklyn, y es la mayor de cinco hijos en una familia judía jasídica. Mientras asistía al Beit Yaakov en Borough Park, tomó un curso de taquigrafía legal, graduándose del mismo en 1982. Cuando tenía 19 años de edad se casó con David Freier, con quien tiene tres hijos y tres hijas. Freier comenzó a trabajar primero como secretaria legal, y en 1994, como paralegal en el bufete Willkie Farr & Gallagher, para apoyar a su marido, quien en ese momento estudiaba en un kolel. Empezó a estudiar Derecho cuando tenía 30 años de edad, después de darse cuenta de que estaba trabajando para abogados que eran más jóvenes que ella.
Se inscribió en el Lander College, que forma parte del Touro College and University System, donde llegó a ser la presidenta de la sociedad de estudiantes de Leyes, y se graduó luego de 6 años de estudios con una licenciatura en Ciencias Políticas. Luego de graduarse de Lander, se registró en la Brooklyn Law School, completando su grado en cuatro años, graduándose en junio de 2005.

## Carrera profesional

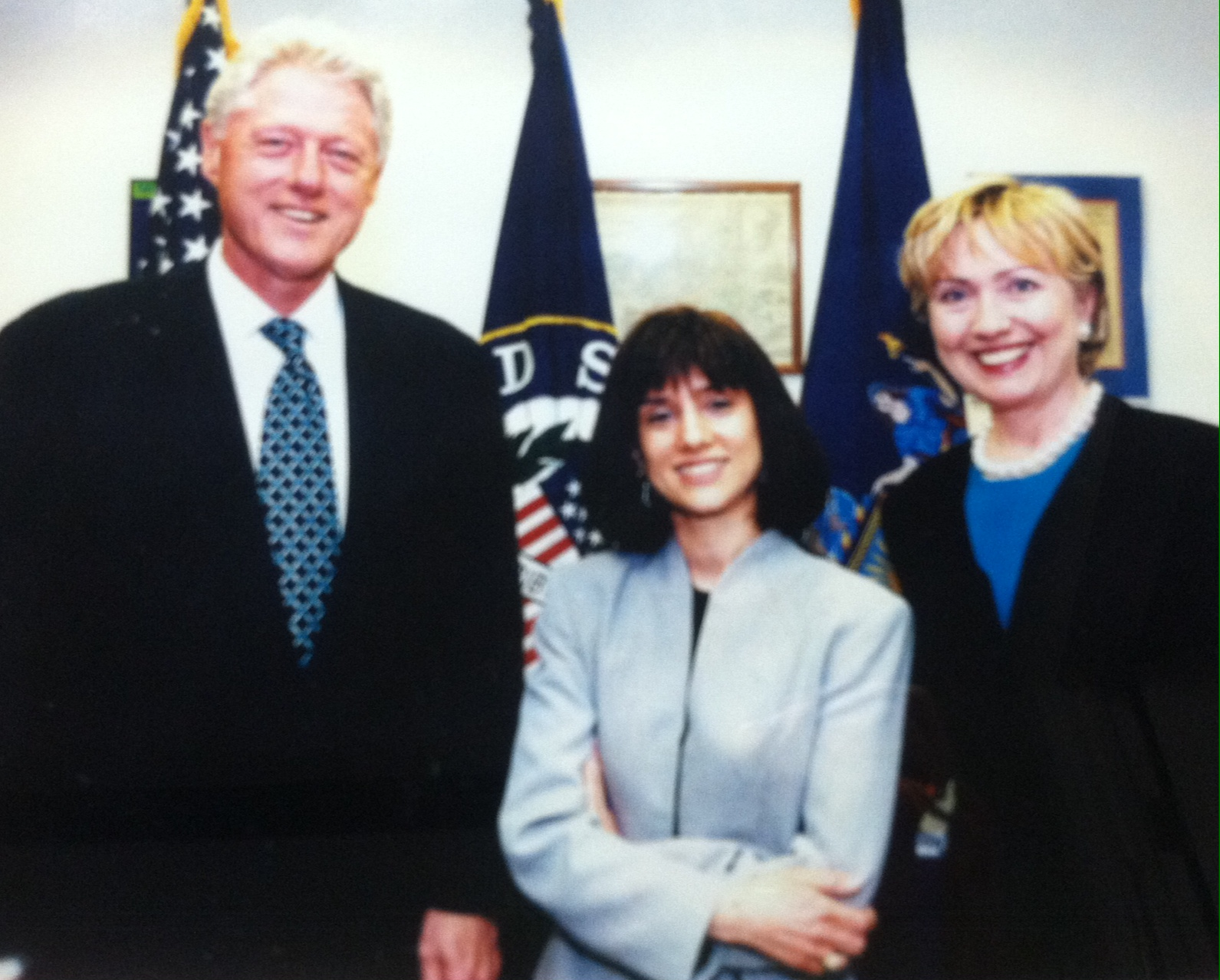
Rachel Freier reunida con el presidente Bill Clinton y su esposa, Hillary Clinton

Freier aprobó el examen de acreditación legal del Estado de Nueva York  en 2006. También está autorizada para ejercer como abogada en el Estado de Nueva Jersey y en el Distrito de Columbia. Freier y su marido compartían una oficina en Borough Park, donde ella se dedicaba al prestar servicios de derecho inmobiliario y comercial, y él se dedicaba a transacciones de financiación comercial. Freier también tuvo un bufete propio en Monroe, Nueva York, donde ella ejercía para sus clientes jasídicos residentes en Kiryas Joel. Se dio a conocer como defensora de la dinastía jasídica de Satmar por hablar de ella a residentes de los condados de Orange, Sullivan, y Rockland, para ayudar a corregir aquellos conceptos erróneos que podrían tener sobre la vida jasídica en Kiryas Joel y para entender mejor a sus vecinos jasídicos en general.
Freier empezó su carrera política en 2001 cuando trabajó como pasante en la oficina de Manhattan de la entonces Senadora de EE. UU. por Nueva York Hillary Clinton. Ella también fue pasante para otros oficiales electos.

## Jueza de tribunal civil

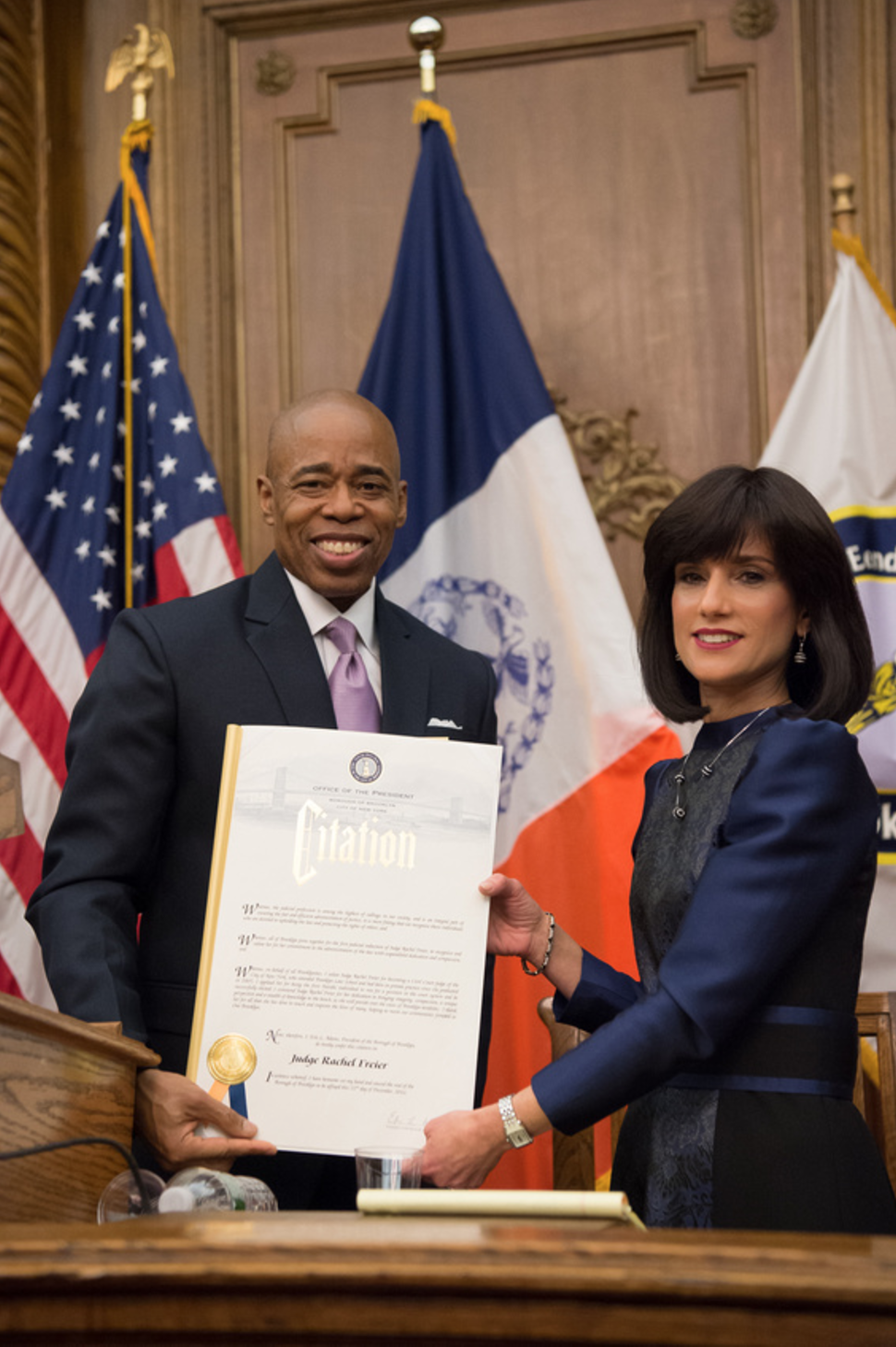
El Beep Eric Adams otorgando a Rachel Freier un reconocimiento el día de su toma posesión en el Brooklyn Borough Hall

En abril de 2016, Freier anunció su candidatura para ser electa Jueza de Tribunal Civil, lanzándose como candidata para el cargo dejado vacante por el juez Noach Dear. En la elección primaria del Partido Demócrata de septiembre de 2016 para elegir el candidato a Juez de Tribunal Civil del 5.º distrito judicial del Condado de Kings, Freier obtuvo 4.730 votos (40,9 por ciento), seguida de Jill Epstein con 3.993 votos (34,5 por ciento) y Morton Avigdor con 2.835 votos (24,5 por ciento). Se presentó a la elección general en noviembre, con Avigdor como candidato del Partido Conservador del Estado de Nueva York, y recibió 68.088 votos (74,4 por ciento), contra los 23.393 votos (25.6 por ciento) de Avigdor. La candidatura de Freier fue apoyada por The Jewish Press y el New York Daily News.
El 22 de diciembre de 2016, fue juramentada para el cargo en el Boorkly Borough Hall. Dio un discurso que incluyó frases y conceptos en Hebreo y en Ídish que ella misma tradujo a inglés durante el mismo. Su ceremonia de toma de posesión fue transmitida en vivo por los canales WABC-TV y News 12. En la ceremonia de juramentación estudo presente el cantante jasídico Lipa Schmeltzer, quien cantó "The Star-Spangled Banner" con algunas partes en Ídish y "God Bless America" completamente en Ídish.
Luego de su toma de posesión, Freier fue asignada para servir en el Tribunal Criminal de la Ciudad de Nueva York. En diciembre de 2017, la periodista Megyn Kelly dio la bienvenida a Freier al Today Show como la mujer llamada por el The New York Times como la "Supermujer Jasídica de la Corte de la Noche";  también apareció en la serie “She's Got Faith”, en su segundo aniversario en el cargo.

## Voluntariado

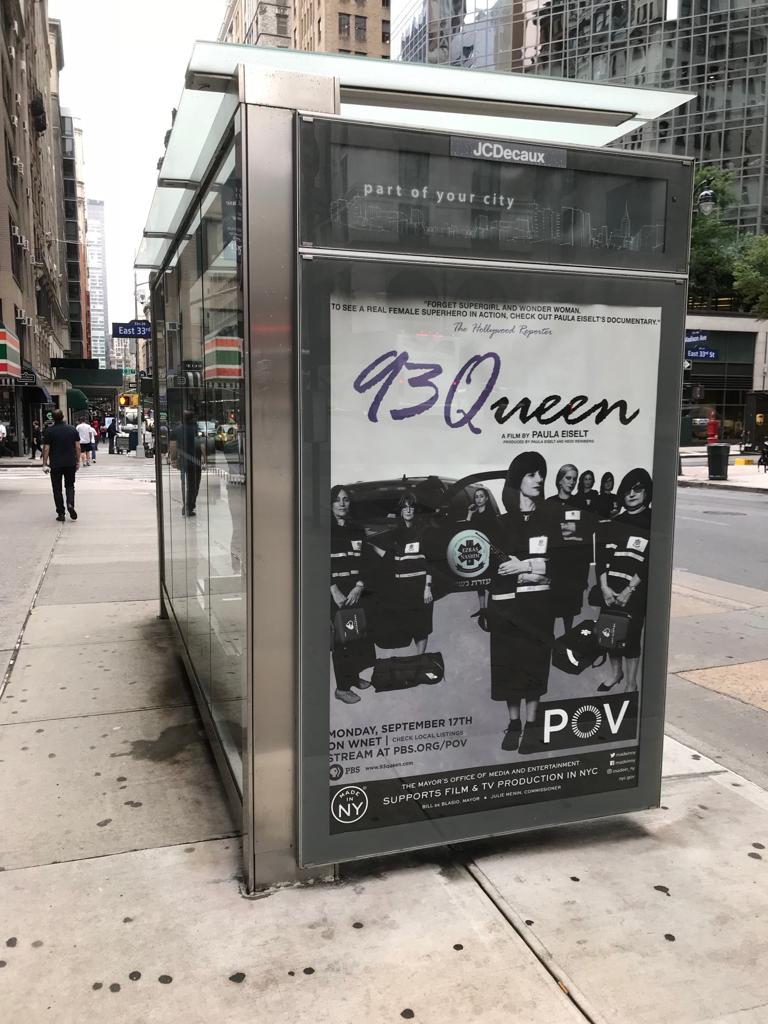
Rachel Freier apareció en anuncios para 93Queen Ezras Nashim en en Nueva York en las paradas de buses de la MTA.

En 2005, Freier estableció Chasdei Devorah, Inc., una organización de caridad sin fines de lucro para ayudar a familias judías de escasos recursos, en honor a una amiga de su juventud.
En 2008, Freier fue una de las fundadoras de B'Derech, un programa de certificación escolar GED para jóvenes ultraortodoxos en riesgo. La organización también ayuda a adolescentes en problemas con terapia e hipnosis. El programa fue lanzado conjuntamente con el capítulo neoyorquino del Bramson ORT College, agregando una sección para varones y una para mujeres.
En 2010, Freier defendió a la yeshivá de Breslov de Williamsburg, a pesar de la oposición de algunos que habían acosado al alumnado y amenazado al rabino, Yoel Roth. Freier recibió amenazas por defender a la yeshivá, pero ganó el caso del tribunal.
En 2011, fundó Ezras Nashim, un servicio de ambulancias paramédicas compuesto exclusivamente por voluntarias judías ortodoxas, con el objetivo de preservar la privacidad y modestia de las mujeres situaciones médicas de emergencia, especialmente el parto.

## Afiliaciones
Freier es paramédica certificada, y ha completado su entrenamiento para obtener la certificación estatal paramédica. Ha servido en la Junta de Administración Comunal Número 12 de Borough Park, y ejercido como abogada pro bono la el Tribunal Familiar de la Ciudad de Nueva York.
Freier apareció en un documental sobre Ezras Nashim, titulado "93QUEEN", el cual estuvo dirigido por la cineasta Paula Eiselt. El largometraje tuvo su première mundial el 1 de mayo de 2018, en el Festival Hot Docs. La película fue aireada en el programa POV del canal estatal estadounidense PBS el 17 de septiembre de 2018.

## Reconocimientos

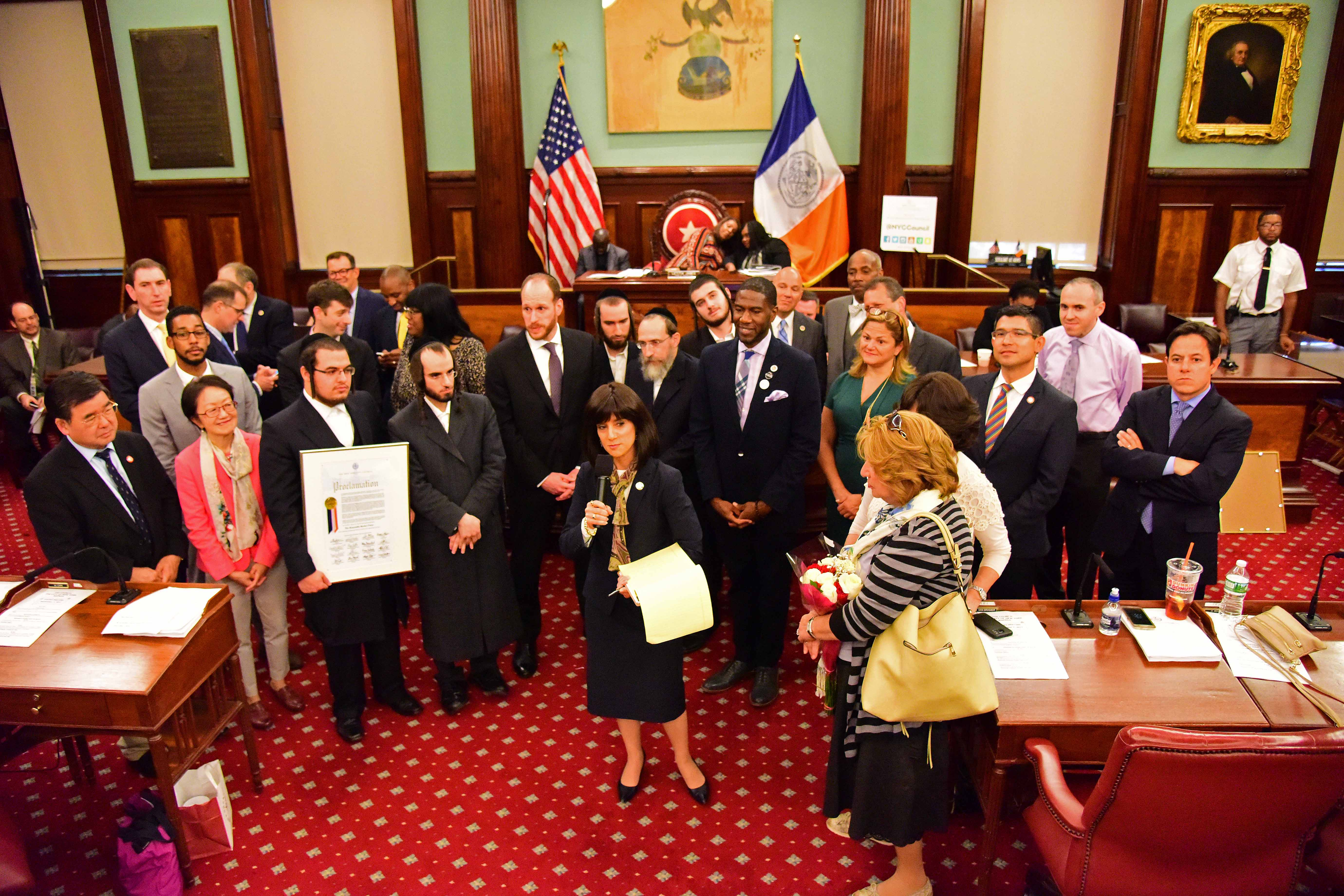
Freier recibiendo un premio de proclamación por ser la primera mujer jasídica en ser electa a un cargo público en el Ayuntamiento de Nueva York, el 7 de septiembre de 2017

En septiembre de 2017, Freier fue homenajeada en el Ayuntamiento de Nueva York con un "Premio de Proclamación" presentado por el presidente del Ayuntamiento y los miembros del Caucus Judío, por ser la primera mujer jasídica en ser electa a un cargo público en la Ciudad de Nueva York.
En 2017, Freier fue escogida por el diario israelí The Jerusalem Post, como la persona en el cuadragésimo lugar entre "Los 50 Judíos más influyentes" del mundo. En 2016,  había sido nombrada como una de "Los 15 Judíos más Influyentes" del mundo por Makor Rishon, otro diario israelí. También en 2016, la labor de Freier como jueza estuvo seleccionada por Kings County Politics como una de las "10 Mejores Historias" entre los diferentes acontecimientos políticos ocurridos en la Ciudad de Nueva York ese año. También fue listada por la revista City&State como una de los "Ganadores" entre los políticos del Estado de Nueva York ese año, y fue honrada con el premio "Orthodox Jewish All-Stars" de la ONG Jew in the City
En septiembre de 2018, Freier apareció en la lista "J100" de las "100 más importantes personas" de la revista Algemeiner Journal que influenciaban positivamente la vida judía. En diciembre de 2018, Freier apareció en la lista "The Forward 50" de judíos estadounidenses que tienen un impacto profundo en la comunidad judía americana, publicada por The Forward. En octubre de 2018, Freier fue introducida al Salón Judío de la Fama de Brooklyn.

## Vida personal
Se casó con David Freier, un judío jasídico de Bobov, con quien  tiene tres hijos y tres hijas.